# Saxgölen, Småland
Saxgölen är en sjö i Oskarshamns kommun i Småland och ingår i Viråns huvudavrinningsområde.